# Квашхиети
Квашхиети (груз. კვაშხიეთი) — село в Грузии, на территории Онского муниципалитета края (мхаре) Рача-Лечхуми и Нижняя Сванетия.

## География
Село находится в северной части Грузии, на левом берегу реки Хеори (левый приток Риони), на расстоянии приблизительно 5 километров (по прямой) к юго-западу от города Они, административного центра муниципалитета. Абсолютная высота — 934 метра над уровнем моря.

## Население
По результатам официальной переписи населения 2014 года, в Квашхиети проживало 30 человек (17 мужчин и 13 женщин). В национальной структуре населения грузины составляли 100 %.
| Год  | Население, человек |
| ---- | ------------------ |
| 2002 | 30                 |
| 2014 | 30                 |